# Spring Silkworms
Spring Silkworms  (xinès simplificat: 春蚕; xinès tradicional: 春蠶; pinyin: Chūn Cán). És una pel·lícula xinesa, del 1933, muda amb una banda sonora grabada i intertítols en xinès i anglès. Dirigida per Cheng Bugao, considerat com un dels principals pioners del cinema xinès i, per tant, un dels pilars de la "primera generació" de directors xinesos, que va realitzar al voltant de 160 pel·lícules de diferents gèneres. Amb un guió de Cai Chuseng i Xia Yan, a partir d'una obra de l'escriptor Mao Dun.

## Estil
L'estil viu i delicat, amb una temàtica positiva i associada a la realitat, va tenir una gran influència en el cinema del moment. És un rar exemple d'un enfocament realista o naturalista al cinema xinès, tot i que va ser criticat irònicament com a poc realista perquè no emfatitzava prou la difícil situació dels camperols. Malgrat algunes crítiques, el realisme amb característiques xineses incloses en el film, es va convertir en una orientació potencial per altres i fins i tot s'ha escrit que va modificar el desenvolupament i la transformació de la indústria cinematogràfica nacional xinesa.
Produïda per Minxing, amb aquesta pel·lícula , els estudis van començar a adaptar un to més esquerrà, en aquest cas va atacar l'imperialisme econòmic occidental i alhora la pobresa rural. La pel·lícula es considera una de les primeres pel·lícules del moviment d'esquerres a Shanghai dels anys trenta del segle xx. Un dels guionistes Xia Yan va ser un dels membres del Moviment per la Nova Cultura, sorgit del Moviment del Quatre de Maig. i que anys més tard seria vice-ministre de Cultura del govern de Mao Zedong. D'alguna forma també va ser un dels primers intents de portar una obra literària xinesa del moment a la pantalla.

## Argument
La pel·lícula se centra generalment en les esperances i les pors dels vilatans en un moment crític. Segueix àmpliament la història original de Mao Dun però el to humanista és força diferent.
La pel·lícula s'inicia quan comença la primavera i la gent es dirigeix a la casa d'empenyorament per comprometre els seus béns per obtenir els diners necessaris per cobrir les necessitats bàsiques, inclòs el menjar.
Aleshores veiem a Zhejiang la família del patriarca Tongbao, amb els fills A Si, i  A Duo i l'esposa d'A Si, que es preparen per a la curta temporada de cucs de seda. El mercat de la seda està en problemes a causa d'una combinació dels atacs japonesos a Shanghai i la importació de roba estrangera més barata que la local.

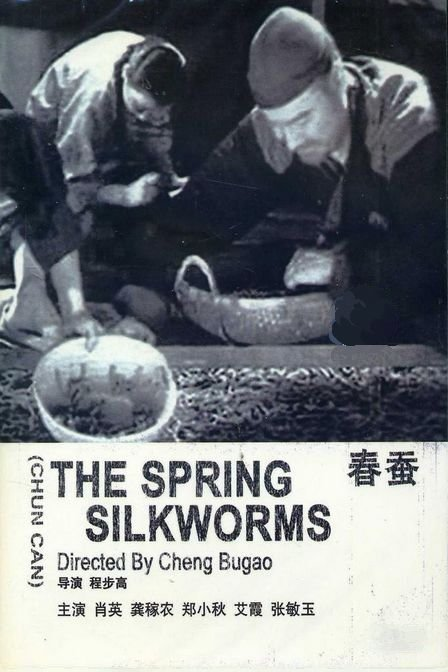
Cartell publicitari

Quan arriba la temporada i els ous es desclouen en cucs (les dones porten els ous al costat dels seus cossos per ajudar en aquest procés), els vilatans estan sota una pressió enorme per mantenir vius els cucs de seda, lluitant per trobar prou fulles de morera per alimentar-los. Tongbao és un home supersticiós i s'oposa a utilitzar els cucs de seda estrangers considerats d'una qualitat superior.
També hi ha una sub-trama, on Tongbao prohibeix al seu fill A Duo tenir cap relació amb l'esposa del veí, He Hua que creu porta mala sort. Quan els ous del veí no es desclouen, (en una escena que no es troba a la història original) el marit culpa a Hehua i la colpeja.
Tongbao està obligat a demanar diners a un prestador per comprar fulles o els seus cucs moriran. Més tard, Hehua entra al cobert de cucs de seda per robar uns cucs en venjança pel seu tractament. Duo l'atrapa però sentint una mica de simpatia, la deixa anar. Però la núvia d'A Duo,  els ha vist i aviat tothom sap la seva reunió a mitjanit. Finalment, els cucs fan una gran collita de capolls, però els mercats de la seda locals romanen tancats. En lloc de comerciants de seda, arriben cobradors de deutes al poble i els capolls s'han d'enviar a Wuxi població llunyana. El preu que rep Tongbao ni tan sols és suficient per pagar el que ha manllevat, deixant-lo com un home destrossat!.

## Repartiment
Protagonitzada per l'actor Xiao Ying i l'actriu Yan Yuexian, destaca la participació en el paper de He Hua (Lotus) de l'escriptora progressista Ai Xia, considerada una de les primeres guionistes del cinema xinès.
| Actor / Actriu         | Paper          |
| Xiao Ying              | Tong Bao       |
| Yan Xuexian            | Esposa d’Ah Si |
| Xia-Nung Kung          | Ah Si          |
| Gao Qianpin (高倩苹 )  | Liu Bao        |
| Ai Xia (艾霞)          | He Hua (Lotus) |
| Zheng Xiaoqiu (郑小秋) | Duo Duo Tou    |
| Wang Zhengxin          | Li Gensheng    |
| Gu Meijun              | Dona           |
| Yang Gongshang         | Home           |
| Zhang Minwu            |                |
| Zhang Minyu            |                |
| Dong Jianong           |                |
| Gong Jianong           |                |